# Фиш (певец)
Вижте пояснителната страница за други личности с името Фиш.
Дерек Уилям Дик (Derek William Dick), повече известен като Фиш (Fish), е шотландски прогресив рок певец, текстописец и от време на време актьор.

## Биография
След като известно време припечелва като градинар и лесовъд, той става известен през 1981 г., като певец на британската рок-група Мерилиън, която напуска през 1988 г., за да започне солова кариера.
Широко разпространената версия за псевдонима му Фиш (от английски: риба) е свързана със склонността му да си попийва, но според самия Фиш името е дошло от многото време, което е прекарвал в банята, четейки.
Ерата „Фиш“ в Мерилиън трае 7 години, през които групата издава четири албума: „Script for a Jester's Tear“ (1983), „Fugazi“ (1984), „Misplaced Childhood“ (1985), „Clutching at Straws“ (1987).
Проблемите, които съпътстват групата – непрекъснатата концертна дейност, живота по хотели далеч от семействата, алкохолизма, изиграват решаваща роля Фиш да напусне Мерилиън през 1988 г. Чак през 1999 г., след дълги юридически битки, Фиш и останалите членове на групата сключват извънсъдебно споразумение за авторските права над съвместното им творчество. Въпреки че пред медиите вече декларират добри междуличностни отношения, и двата лагера категорично опровергават често циркулиращите сред феновете слухове за повторно събиране.
Соловата кариера на Фиш далеч не е толкова успешна, отколкото времената начело на Мерилиън. От 1988 г. певецът издава осем студийни албума и четири компилации. Проблемите му се коренят до голяма степен в неуспешните договори с EMI и Polydor, след които Фиш основава лейбъла Dick Bros Record Company през 1993 г. За да финансира компанията си, той издава голям брой „официални буутлег“ албуми. След като продава фирмата си на Roadrunner Records, настъпва следващият период на неудачи, преди да основе наново свой лейбъл, Chocolate Frog, през 2001. Въпреки проблемите през годините, Фиш има малка, но лоялна фенска маса, често наричана „рибешки глави“ (Fishheads).
Вероятно най-големият талант на Фиш се крие в текстовете към неговите песни. Силно интроспективни, изследващи духовните пространства, често отразяващи личните проблеми и страсти, неговите лирики често имат самостоятелна художествена стойност като поезия, извън музиката. Доста от песните от соловия му период представляват дълги поетични рецитали, в които музиката служи само като фон. Такива по-кратки пасажи могат да се срещнат и в някои от песните му с Мерилиън.

## Фиш и другите
Фиш понякога е сравняван с Питър Гейбриъл, вероятно заради смътната прилика на гласа му – специфичен, с лек злокобен оттенък, макар и не изключителен от гледна точка на техника. И Фиш, и Гейбриъл прекарват по 6 – 7 години в известни британски прогресив рок групи (Мерилиън и Дженезис, съответно), в които налагат уникално сценично поведение и външен вид, а после и двамата напускат групите си, за да се отдадат на самостоятелна кариера. Друга прилика между тях е, че феновете им твърдят, че периодите, когато те са били начело на групите си, са най-силните в историята им. За разлика от Фиш, Гейбриъл има по-големия комерсиален успех на творчеството си.
Друг певец, с когото Фиш често е сравняван, е Питър Хамил от Ван дер Грааф Дженерейтър.

## Концерти на Фиш в България
- Първият концерт на Фиш в България е в Банско на 16 август 2003. Концертът е съвместен – на него трябва да пеят Бони Тейлър, Фиш и „Рубетс“. Изсипалият се вечерта дъжд поврежда техниката, поради което концертът е отложен за следващия ден. Поради отказа на Тейлър да участва, концерта, продължил около час и половина повече от предвиденото, изнасят Фиш и „SAS Band“. Още тогава Фиш заявява от сцената, че отново ще се върне в България.
- На 5 октомври 2005 г. Фиш е отново е в България, този път в София, в НДК, като с концерта си открива джаз фестивала „Мюзик Джем“. Поводът за гостуването му е 20-годишният юбилей от издаването на албума „Misplaced Childhood“. Концертът е част от турнето на Фиш „Return to Childhood“.
- През 21 септември 2012 г. Фиш изнася третия с концерт в България. Концертът е в Пловдив.

## Дискография (Соло)

### Студийни албуми
- 1990 Vigil in a Wilderness of Mirrors
- 1991 Internal Exile
- 1993 Songs from the Mirror (албум с кавъри)
- 1994 Suits
- 1995 Yin (компилация)
- 1995 Yang (компилация)
- 1997 Sunsets on Empire
- 1998 Kettle of Fish (компилация)
- 1999 Raingods with Zippos
- 2001 Fellini Days
- 2004 Field of Crows
- 2005 Bouillabaisse (компилация)
- 2007 13th Star
- 2013 A Feast of Consequences
- 2018 A Parley With Angels

### Лайв албуми
- 1993 Pigpen's Birthday
- 1993 Derek Dick and his Amazing Electric Bear
- 1993 Uncle Fish and the Crypt Creepers
- 1993 For Whom the Bells Toll
- 1993 Toiling in the Reeperbahn
- 1994 Sushi
- 1996 Fish Head Curry (limited edition live album, 5000 copies only)
- 1996 Krakow
- 1998 Tales from the Big Bus
- 1999 The Complete BBC Sessions
- 2000 Candlelight in Fog (limited edition live album, 3000 copies only)
- 2001 Sashimi
- 2002 Fellini Nights
- 2003 Mixed Company
- 2005 Scattering Crows
- 2006 Return to Childhood

### Сингли
- 1986 Shortcut To Somewhere (Фиш и Тони Банкс)
- 1989 State of Mind
- 1989 Big Wedge
- 1990 A Gentleman's Excuse Me
- 1990 The Company (Germany only)
- 1991 Internal Exile
- 1991 Credo
- 1992 Something In The Air
- 1992 Never Mind The Bullocks с участието на Hold Your Head Up
- 1994 Lady Let It Lie
- 1994 Fortunes of War
- 1995 Just Good Friends (с участието на певеца Сам Браун)
- 1997 Brother 52
- 1997 Change of Heart
- 1999 Incomplete (с участието на Лиз Антви)
- 2008 Arc of the Curve
- 2008 Zoë 25

### Други сътрудничества
- 1986 „Shortcut To Somewhere“ за албума на Тони Бенкс Soundtracks
- 1992 „Angel Face“ и „Another Murder Of A Day“ за албума на Тони Бенкс Still
- 1998 Вокални партии в някои от парчетата от албума „Into the Electric Castle“ на Ayreon